# Веер треугольников

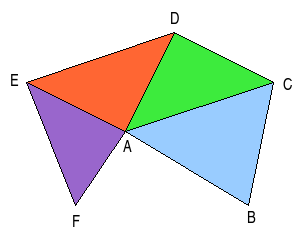
Множество соединенных треугольников, описанных вершинами от B до F и общей вершиной A.

Веер треугольников — примитив в трехмерной графике, который уменьшает занимаемую память и время обработки. Он описывает множество соединенных треугольников, которые делят одну центральную вершину (в отличие от полоски треугольников, которая соединяет следующую точку вершины с двумя последними использующимися вершинами, чтобы образовать треугольник). Если N — это число треугольников в веере, то число вершин, их описывающих, равно N+2. Это значительное улучшение по сравнению с 3N вершинами, которые нужны для описания треугольников по отдельности. Этим может воспользоваться графический конвейер, выполняя видовые преобразования и расчёты освещения лишь раз на одну вершину.
Любой выпуклый многоугольник может быть триангулирован как веер с помощью произвольного выбора одной вершины как центра.